# Taylor Cornelius
(en) Statistiques sur statscrew
Taylor Cornelius, né le 16 septembre 1995, est un joueur américain de football américain et de football canadien. Après une saison passée dans la XFL en 2020, il s'est joint aux Elks d'Edmonton de la Ligue canadienne de football (LCF) en 2021. Il joue à la position de quart-arrière (quarterback en Europe).

## Biographie

### Carrière scolaire et universitaire
Né à Amarillo au Texas, Taylor Cornelius grandit dans le village voisin de Bushland (en). Il fréquente l'école secondaire locale, la Bushland High School (en), où il excelle en football américain, mais aussi en basketball, en baseball et en athlétisme. En 2014 il entre à l'université d'État de l'Oklahoma et joue pour les Cowboys d'Oklahoma State, étant le substitut de Mason Rudolph pendant trois ans avant de devenir titulaire à sa dernière saison. 

### Carrière professionnelle
Ignoré au repêchage 2019 de la NFL, Taylor Cornelius signe un contrat avec les Packers de Green Bay mais n'est pas conservé pour la saison. En 2020 il se joint aux Vipers de Tampa Bay (en) de la XFL dans une saison interrompue par la pandémie de Covid-19.   En février 2021 il signe avec le Edmonton Football Team de la Ligue canadienne de football, qui prend peu après son nom actuel de Elks. D'abord substitut de Trevor Harris, il est une première fois titularisé en septembre à la suite d'une blessure à Harris et au total est partant dans huit matchs au cours de la saison. 
En 2022 Cornelius commence la saison comme substitut, derrière Nick Arbuckle (en) et Tre Ford (en), mais le jeu inefficace d'Arbuckle combiné à une blessure à Ford le propulse au poste de quart-arrière titulaire. En septembre son contrat avec les Elks est prolongé jusqu'en 2024.

## Trophées et honneurs
- Joueur par excellence (MVP) du Liberty Bowl 2018 avec les Cowboys d'Oklahoma State